# Leucadeae
Leucadeae Scheen & Ryding, 2010 è una tribù di piante Spermatofite Dicotiledoni appartenenti alla famiglia delle Lamiaceae (ordine delle Lamiales).

## Etimologia
Il nome della tribù deriva dal suo genere più importante: Leucas, la cui etimologia deriva dalla parola greca "leukh" ( = bianco) e si riferisce al colore prevalentemente bianco dei fiori del genere. Il nome scientifico della tribù è stato definito dai botanici contemporanei Anne-Cathrine Scheen & Per Olof Ryding nella pubblicazione "Annals of the Missouri Botanical Garden. St. Louis, Missouri - 97(2): 217" del 2010.

## Descrizione

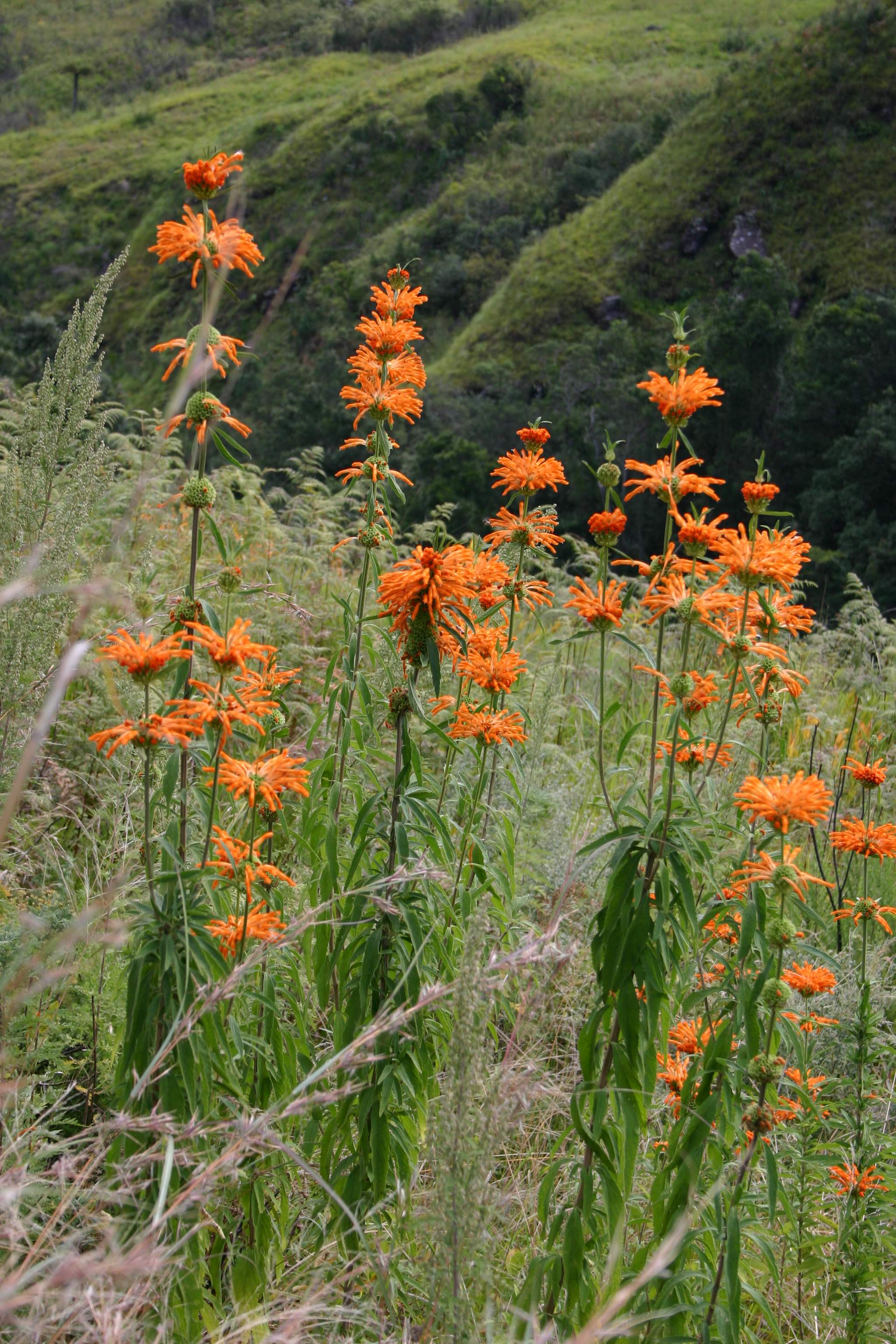
Il portamento
Leonotis leonurus

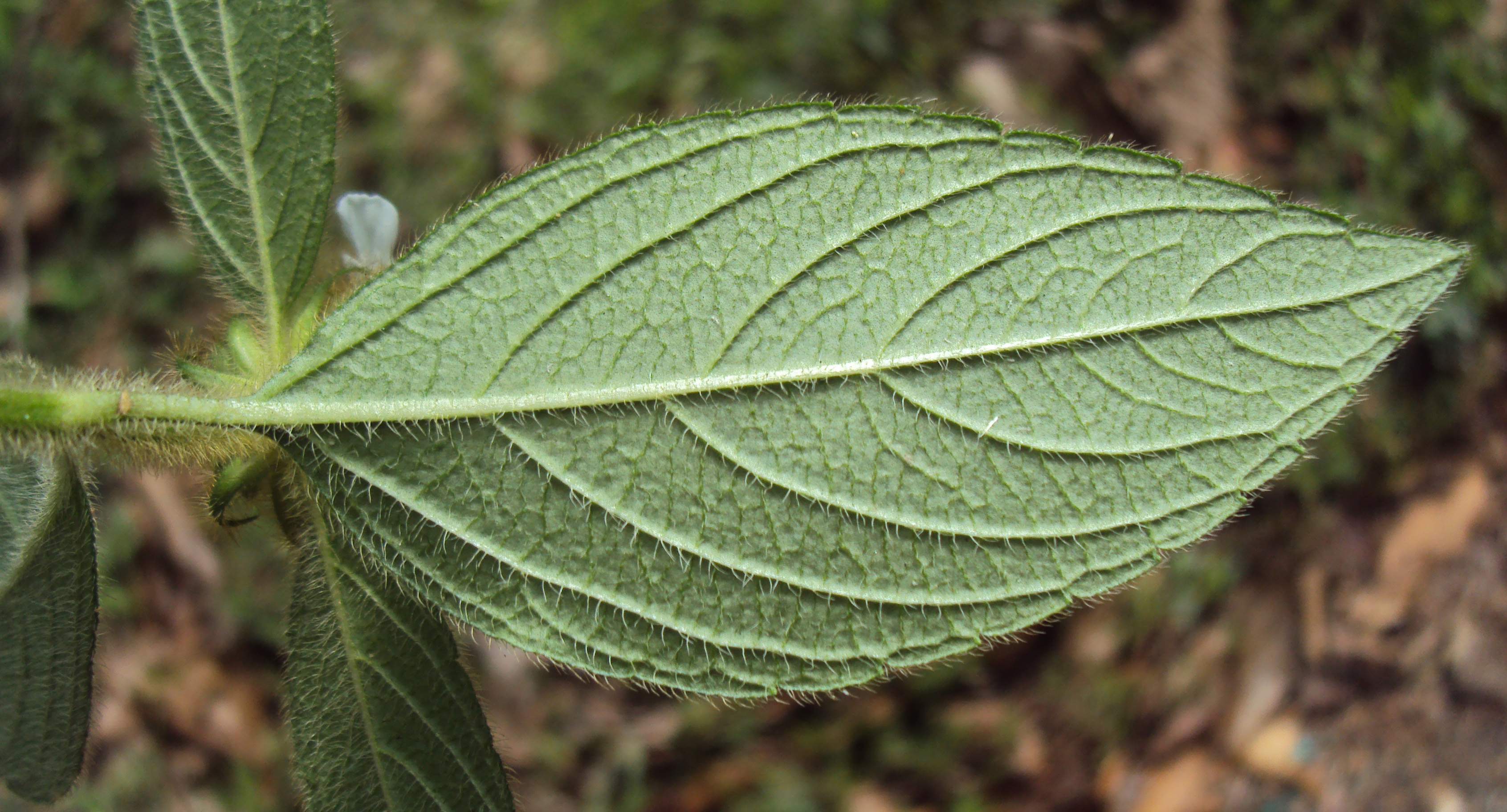
Le foglie
Leucas ciliata

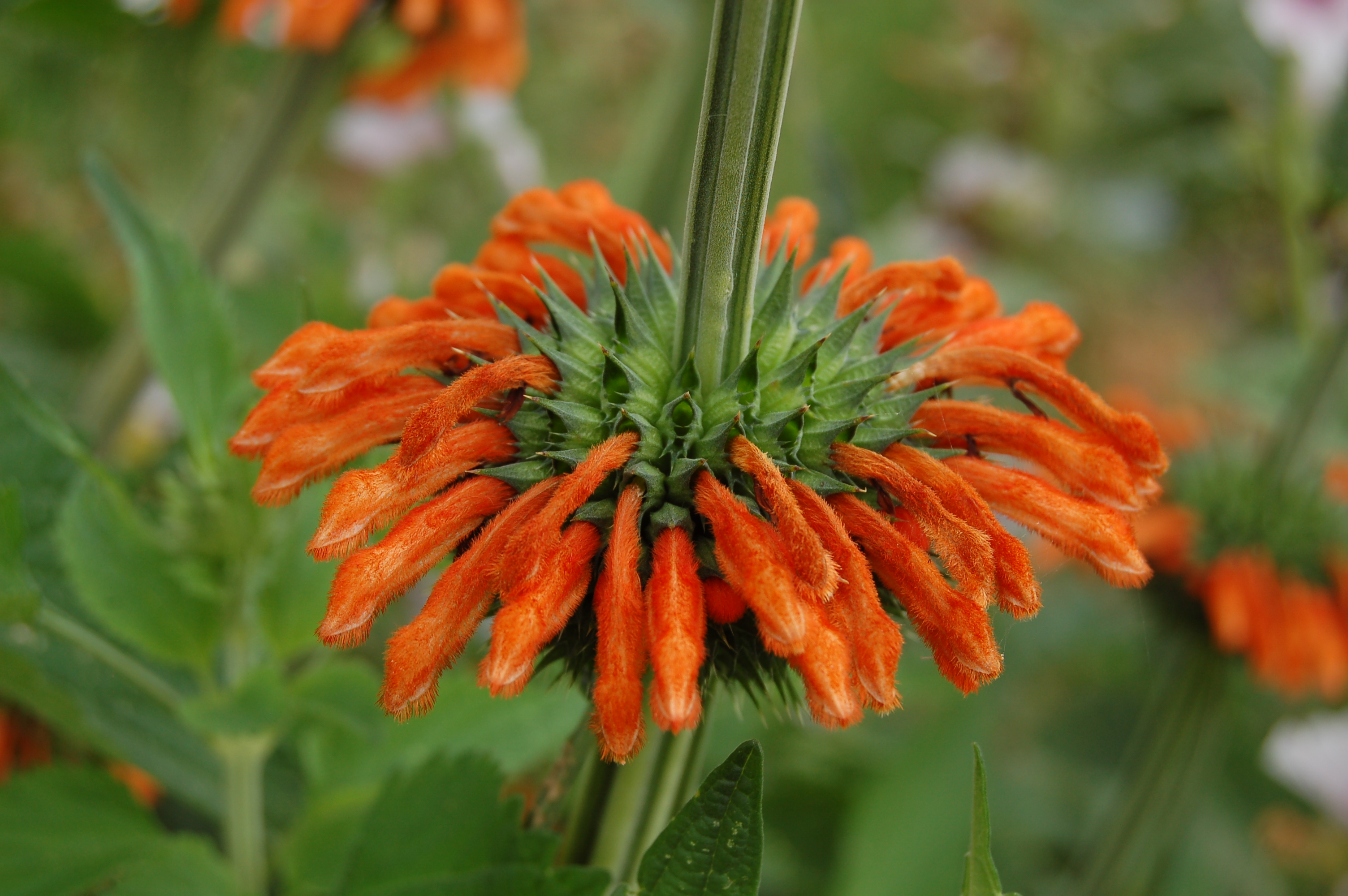
Infiorescenza
Leonotis nepetifolia

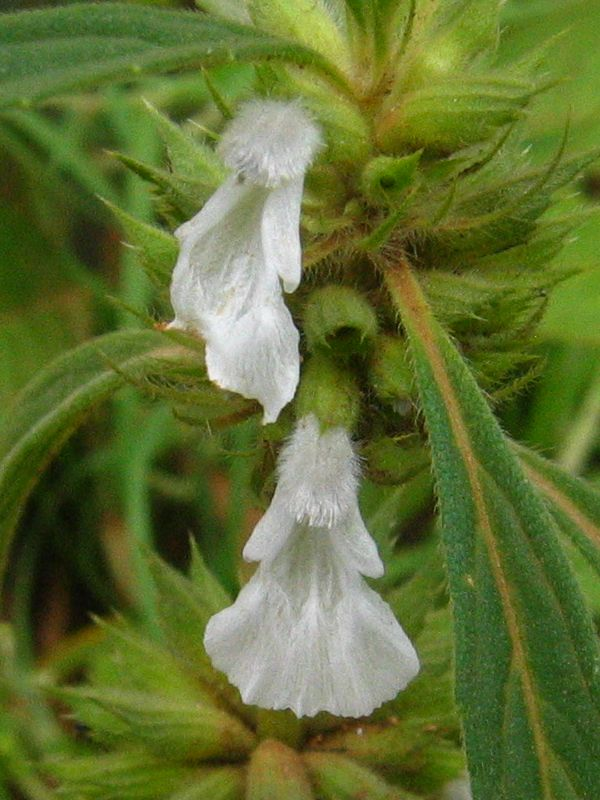
I fiori
Leucas aspera

- Il portamento delle specie di questa tribù è erbaceo annuale o perenne o subarbustivo o arbustivo; le specie erbacee possono essere anche molto alte (Leonotis). Sono presenti anche piccoli alberi. L'indumento è formato da peli semplici, o da densi peli bianchi (Isoleucas). Queste piante per la presenza di ghiandole contenenti oli eterei emanano caratteristici aromi.[6][7][8][9][10]
- Le foglie sono normalmente intere, dentate e picciolate o sessili con forme strettamente lanceolate e ristrette alla base, oppure suborbicolari. In alcune specie all'ascella delle foglie sono presenti delle spine. Lungo il caule le foglie sono disposte in modo opposto.
- Le infiorescenze sono terminali di tipo tirsoide o di tipo racemoide (Isoleucas e Otostegia)). Sono formate da verticilli ascellari sovrapposti. Ogni verticillo è composto da più fiori (fino ad una decina) disposti circolarmente poggianti su due grandi brattee fogliose (o semplicemente delle foglie) lievemente staccate dall'infiorescenza vera e propria ma comunque sub-sessili. La dimensione dei fiori si riduce verso l'apice dell'infiorescenza. Le brattee del verticillo seguente sono disposte in modo alternato. Nell'infiorescenza possono essere presenti delle bratteole (anche spinose).
- I fiori sono ermafroditi, zigomorfi, tetrameri (4-ciclici), ossia con quattro verticilli (calice – corolla - androceo – gineceo) e pentameri (5-meri: la corolla e il calice sono a 5 parti). Sono inoltre omogami (autofecondanti).

- Formula fiorale. Per la famiglia di queste piante viene indicata la seguente formula fiorale:

X, K (5), [C (2+3), A 2+2] G (2), (supero), drupa, 4 nucule
- Calice: il calice, gamosepalo, è normalmente zigomorfo con due labbra terminali (raramente è anche attinomorfo). I lobi sono 5 - 10 di solito ineguali e variamente raggruppati (tipicamente con struttura 3/2 se sono 5); raramente sono uguali. La parte terminale dei lobi può essere spinosa. La forma dei lobi può essere triangolare-subacuta; quella del calice da campanulata o imbutiforme a obconica. La superficie del calice è percorsa da 10 venature.

- Corolla: la corolla, gamopetala e zigomorfa, ha la forma di un tubo dilatato nella parte distale e termina con due evidenti labbra con 4 lobi (in genere tre riuniti e uno isolato). Il labbro posteriore (in realtà quello superiore) è lungo o moderatamente allungato e ha la forma di un cappuccio; quello inferiore, più lungo, è trilobo con il lobo medio più grande. La corolla spesso si presenta barbata o densamente pubescente per peli bianchi, rossi, arancio o color crema. I colori della corolla sono bianco o rosso o giallo. All'interno del tubo è presente un anello di peli per bloccare l'entrata dei piccoli insetti non utili all'impollinazione.

- Androceo: l'androceo possiede quattro stami didinami (quelli anteriori sono più lunghi) tutti fertili e inclusi o poco (o nulla) sporgenti dalle fauci della corolla e posizionati sotto il labbro superiore. I filamenti sono adnati alla corolla, paralleli, diritti e incurvati all'innanzi; pelosi o glabri. Le antere sono ravvicinate a coppie e sono biloculari. Le teche sono confluenti o poco distinte e glabre; la deiscenza è logitudinale. I granuli pollinici sono del tipo tricolpato o esacolpato. Il nettario a forma di disco è ricco di sostanze zuccherine.

- Gineceo: l'ovario è supero formato da due carpelli saldati (ovario bicarpellare) ed è 4-loculare per la presenza di falsi setti. La placentazione è assile. Gli ovuli sono 4 (uno per ogni presunto loculo), hanno un tegumento e sono tenuinucellati (con la nocella, stadio primordiale dell'ovulo, ridotta a poche cellule). Lo stilo inserito alla base dell'ovario (stilo ginobasico) è del tipo filiforme. Lo stigma è bifido con lobi da ineguali a talvolta uguali.

- Il frutto è uno schizocarpo composto da 1 - 4 nucule più o meno carnose, arrotondate o anche troncate all'apice con forme oblunghe o trigone; la superficie può essere liscia, glabra o ghiandolosa. I frutti spesso rilasciano i semi con facilità (sono fragili).

## Riproduzione
- Impollinazione: l'impollinazione avviene tramite insetti tipo ditteri e imenotteri (impollinazione entomogama) o anche tramite uccelli (Impollinazione ornitogama).[9][13]
- Riproduzione: la fecondazione avviene fondamentalmente tramite l'impollinazione dei fiori (vedi sopra).
- Dispersione: i semi cadendo a terra (dopo essere stati trasportati per alcuni metri dal vento – disseminazione anemocora) sono successivamente dispersi soprattutto da insetti tipo formiche (disseminazione mirmecoria).[14]

## Distribuzione e habitat
Le specie di questa tribù hanno una distribuzione afro-asiatica e prediligono climi caldi (anche semidesertici) e zone montagnose secche.

## Tassonomia
La famiglia di appartenenza della tribù (Lamiaceae), molto numerosa con circa 250 generi e quasi 7000 specie, ha il principale centro di differenziazione nel bacino del Mediterraneo e sono piante per lo più xerofile (in Brasile sono presenti anche specie arboree). Per la presenza di sostanze aromatiche, molte specie di questa famiglia sono usate in cucina come condimento, in profumeria, liquoreria e farmacia. La famiglia è suddivisa in 7 sottofamiglie; la tribù Leucadeae appartiene alla sottofamiglia Lamioideae.

### Filogenesi

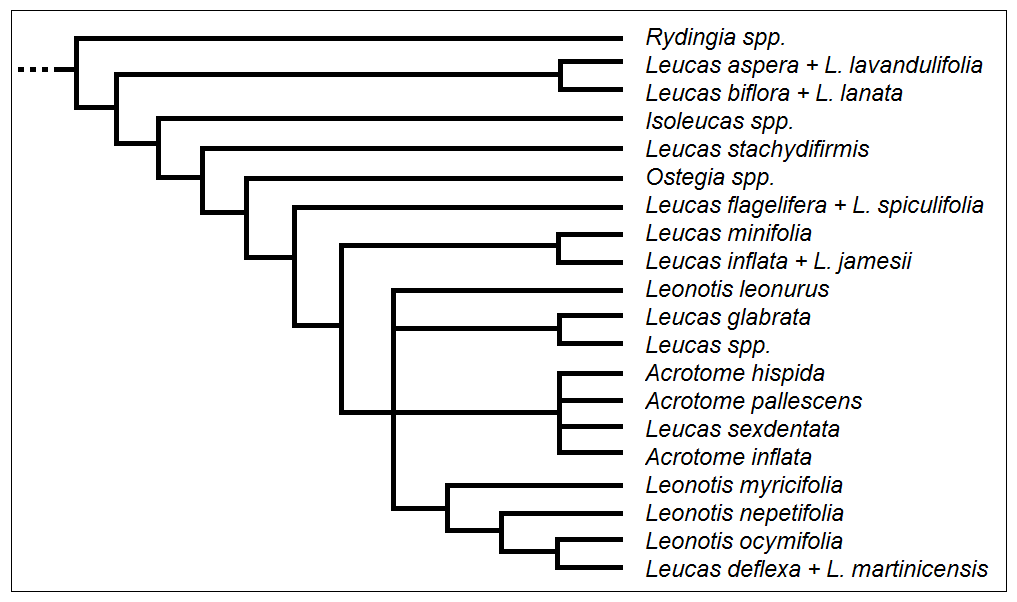
Cladogramma della tribù

L'insieme dei generi di questa tribù, da un punto di vista filogenetico, formano un gruppo ben supportato. Il nuovo genere Rydingia risulta "gruppo fratello" del resto della tribù, mentre il genere Leucas chiaramente non è monofiletico (infatti i cladi Otostegia e Isoleucas sono nidificati all'interno di Leucas), inoltre è parafiletico rispetto ai generi africani Acrotome e Leonotis. Anche il genere Leonotis non è monofiletico (anche se il tipo di impollinazione - Impollinazione ornitogama - è comune a tutte le specie del genere).
Il cladogramma a lato, tratto dallo studio citato e semplificato, dimostra la struttura interna della tribù.

### Composizione della tribù
La tribù è formata da 6 generi e circa 165 specie:
- Acrotome Benth. ex Endl., 1838 (8 specie) - Distribuzione: Africa (tropicale e meridionale)
- Isoleucas O. Schwartz, 1939 (2 specie) - Distribuzione: Yemen
- Leonotis (Pers.) R. Br., 1810 (40 specie) - Distribuzione: Africa (tropicale)
- Leucas Burm. ex R. Br., 1810 (100 specie) - Distribuzione: Africa, Penisola Arabica, dall'Iran alla Cina e Giappone
- Otostegia Benth., 1834 (11 specie) - Distribuzione: dal Camerun all'Arabia Saudita e Yemen, Sinai fino all'Asia centrale
- Rydingia Scheen & V.A.Albert, 2007 (4 specie) - Distribuzione: Africa e Asia.[16]

## Alcune specie

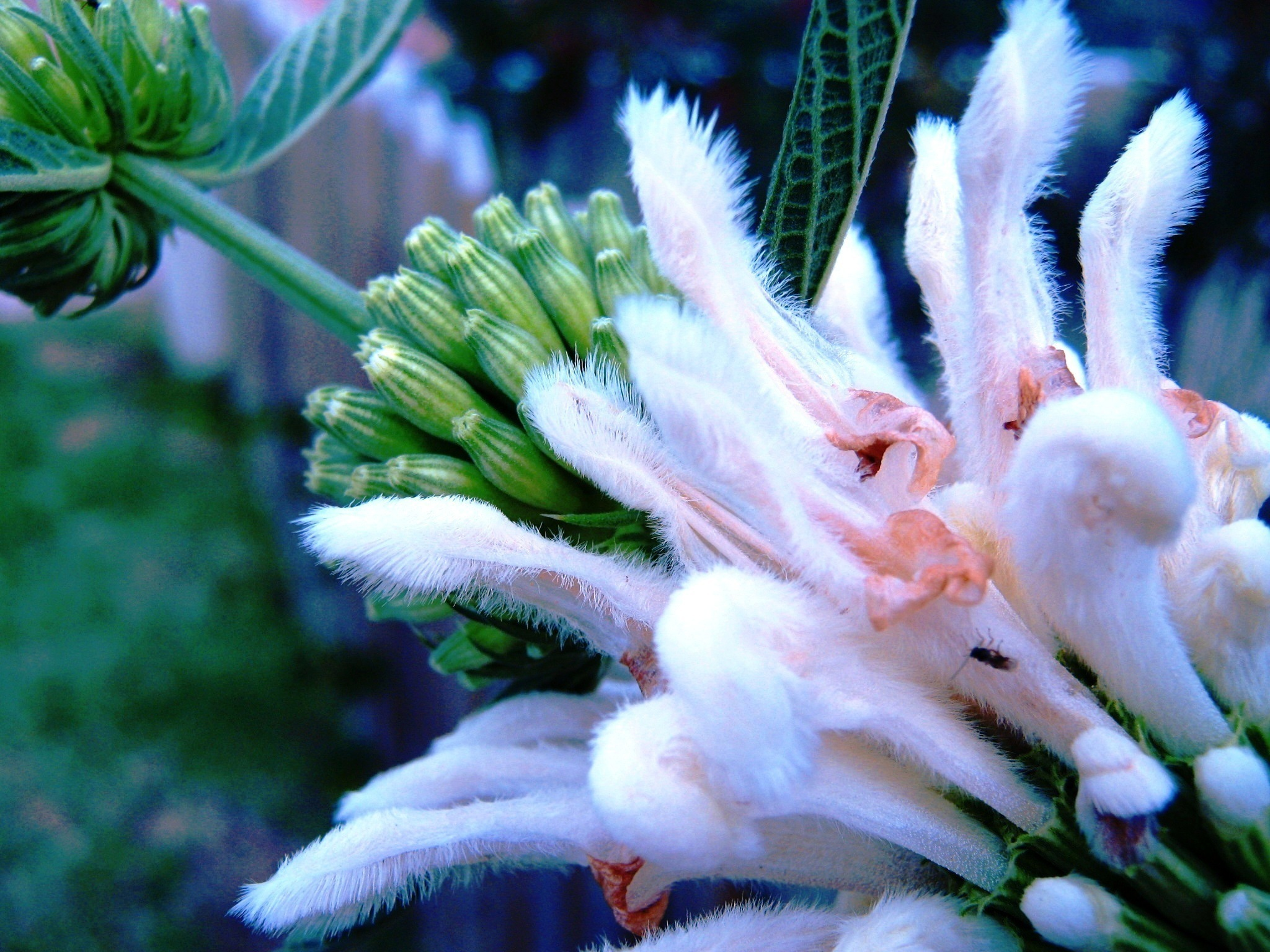
Leonitis leonurus
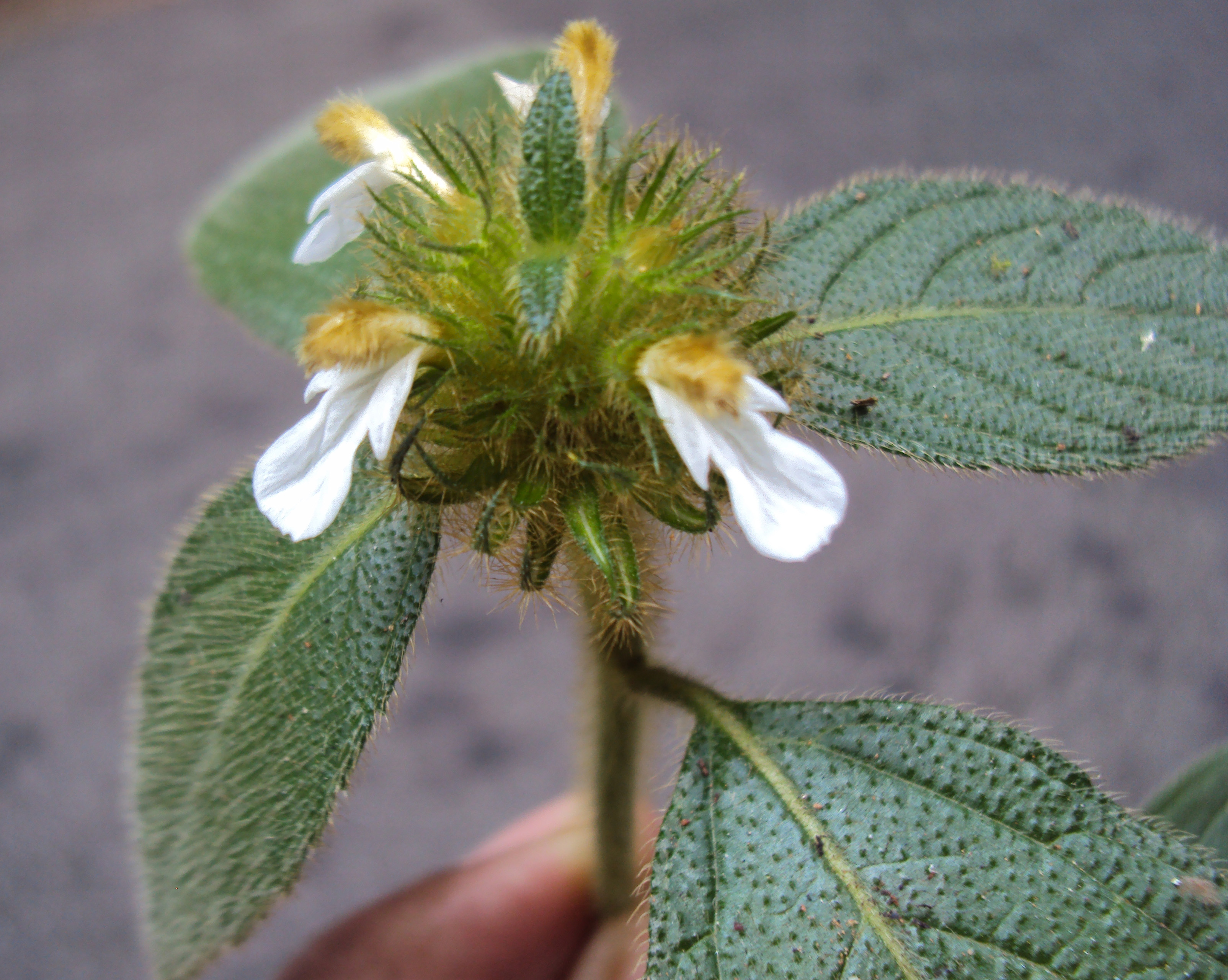
Leucas ciliata
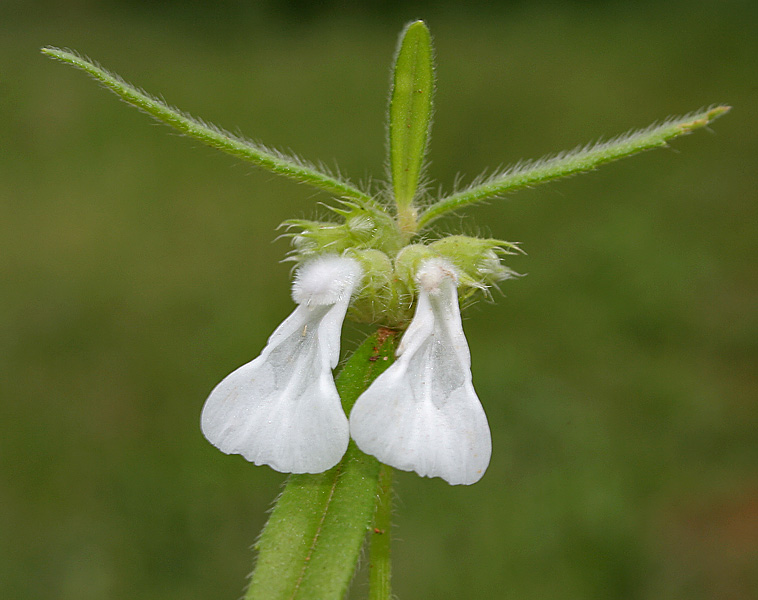
Leucas longifolia
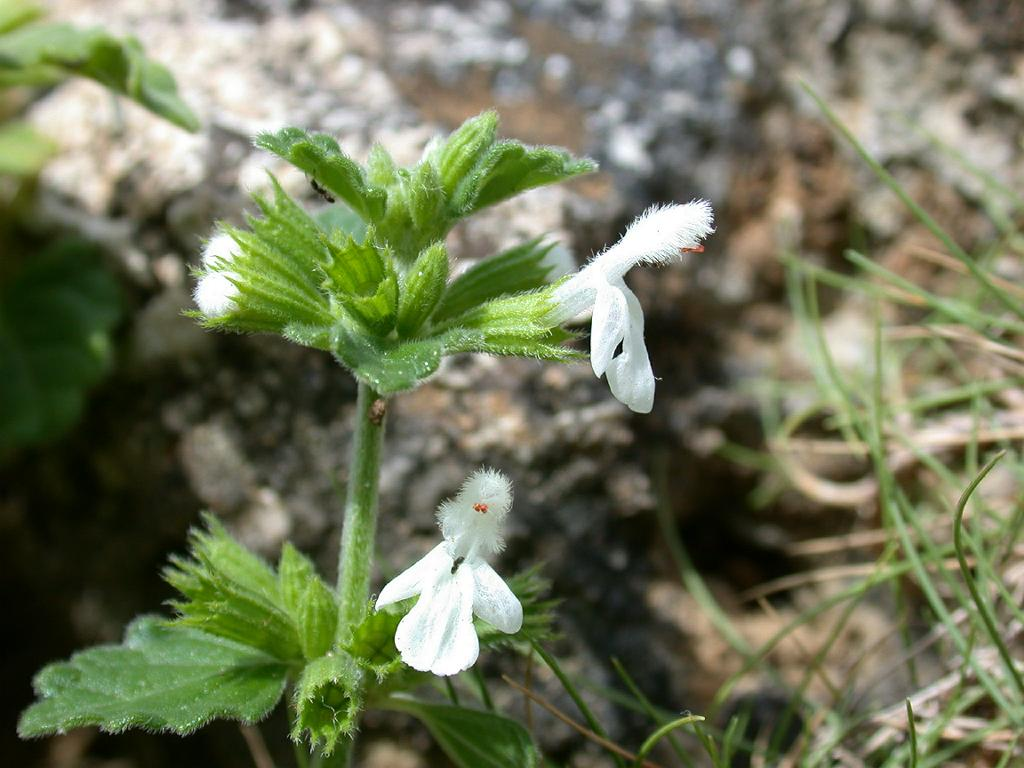
Leucas mollissima
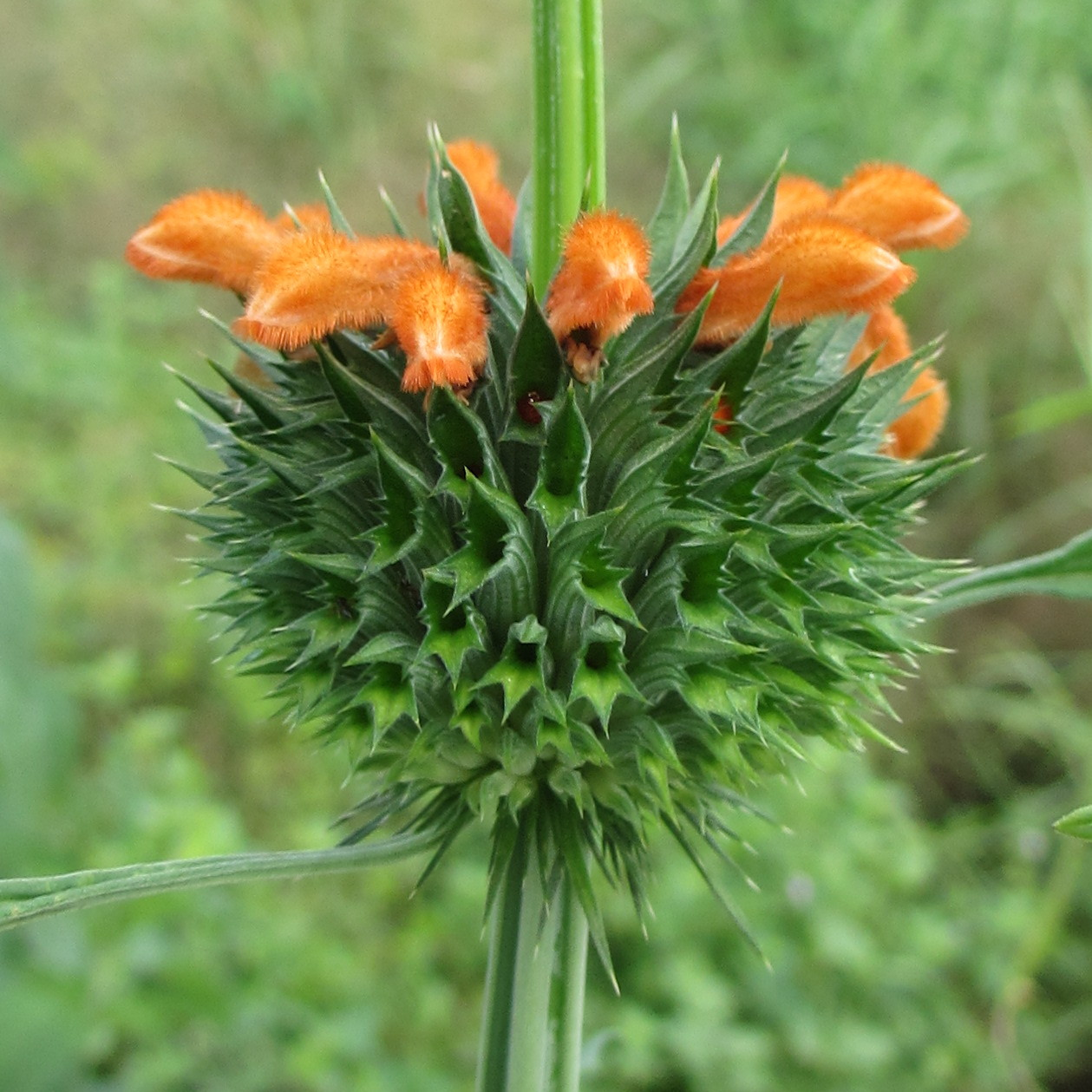
Leonotis ocymifolia